# Košické městské opevnění
Košické městské opevnění je pevnostní systém postupně budovaných hradeb, vodních příkopů, parkánů, rondelů, barbakanů, bastionů, ravelinů a glacisů, hájících město Košice. 
Vznik městských hradeb je datován do let 1260–1290. V 15. století bylo opevnění doplňováno v souvislosti s vývojem vojenské techniky: střelných zbraní a dělostřelectva. V 16. století se zvýšeným tureckým nebezpečím byly hradby přebudovány z rondelového systému na bastionové. Z Košic se stala jedna z nejvýznamnějších habsburských pevností. Často se však dostaly do povstaleckých rukou, což nebylo dáno křehkostí opevnění, ale politickou vůlí košických měšťanů. V 17. století se pokračovalo ve zdokonalování bastionového systému, přičemž v souvislosti s opakujícími se stavovskými povstáními přibyla i předsunutá samostatná citadela. Na počátku 18. století výstavbou ravelinů a glacisů dosáhl vývoj košického městského opevnění svůj vrchol.
Z důvodu přesunu těžiště habsburských bojových operací mimo košický region význam opevnění pominul. V letech 1783–1840 bylo postupně demolováno. Dodnes existují některé části nebo celé fortifikační objekty, které jsou svědectvím důležitosti a vyspělosti tohoto vyvinutého obranného systému v celoevropském kontextu.

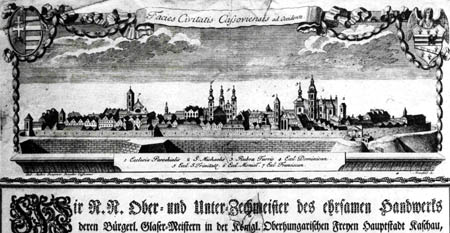
Košice byly významnou vojenskou pevností Habsburské monarchie až do konce 18. století. Veduta z roku 1798.

## Arpádovské hradby
Privilegium na budování hradeb dostala osada Košice (Villa Cassa) za dob arpádovského krále Ladislava IV. Kumána. Ve stejném roce 1290, jak Košice dostaly městská práva, kroniky uvádějí, že celé město je obehnáno hradbami. Hradby obklopovaly město v délce 2 260 metrů, byly jeden metr široké a 6–8 metrů vysoké. Měly tři brány, dvě hlavní, Dolní a Horní bránu na obou koncích Hlavní ulice. Třetí brána směřovala z Hnilné ulice (dnešní Alžbětiny ulice) na západní předměstí, nazývala se Hnilná, někdy Malá brána. Hradební zeď obsahovala i dovnitř otevřené boční věže, které byla zaměřeny především na východní straně.

## Lucemburské hradby
V letech 1392–1422 za Zikmunda Lucemburského probíhala výstavba nového parkanového hradebního pásu. Tento byl od arpádovské hradby vzdálený 12–16 metrů, na východě pouze 4 metry, a byl prolamovaný baštami. Významným dodatkem lucemburské éry je vybudování vodního příkopu po vnější straně hradeb. Jeho šířka byla 18–25 metrů a naplňovala se vodou z Čermeľského potoka. Další výraznou změnou bylo doplnění počtu bran. Přibyly dvě nové brány, směřující na východ k hospodářskému zázemí města u řeky Hornád a k jeho ramenům. Mlynská brána byla protějškem Hnilné brány na východě a Malovaná brána vedla k novému Královskému domu, vybudovanému u radnice na konci 14. století. 
Jelikož se v tomto období město rozšířilo o 50 metrů směrem na sever, byla vybudována i zcela nová Horní brána. V prostoru mezi ní a starou arpádovskou bránou vznikla městská zbrojnice, kde se palné zbraně a děla skladovaly a také vyráběly.

## Katova bašta
Hlavní článek: Katova bašta (Košice).
Specifickou kapitolou svým vznikem a rozsahem je objekt Katovy bašty. Původně nešlo o baštu, ale o barbakán a její současné pojmenování pochází až z 19. století. Ve srovnání s jinými barbakány nápadně rozsáhlejší objekt byl vybudován ve dvou časově rozdílných fázích.
Katovu baštu nechal vystavět po roce 1441 kapitán Košic Jan Jiskra z Brandýsa ve službách krále Ladislava Pohrobka, který se podílel i na zpevňování ostatních částí opevnění v souvislosti se zvýšeným nebezpečím obležení města přívrženci Vladislava Varnenčíka. Jiskra nechal Malovanou bránu chránit novým modernizačním prvkem středověké fortifikace – barbakánem. V první fázi šlo o jednoduchou polokruhovitou stavbu, stojící samostatně od lucemburské hradby. 
Druhá etapa výstavby Katovy bašty je datována zhruba do let 1461–1471. Barbakán byl radikálně přebudován na mohutné dělostřelecké těleso s deseti dělovými komorami. Svými parametry jako velikost a opěrný systém s hliněným valem, který měl tlumit dělostřelecké útoky, představuje Katova bašta unikátní typ fortifikačního útvaru, který je přechodem od rondelového systému k bastionovému, běžně rozšířenému v Evropě až v 16. století.

## Korvínovské hradby

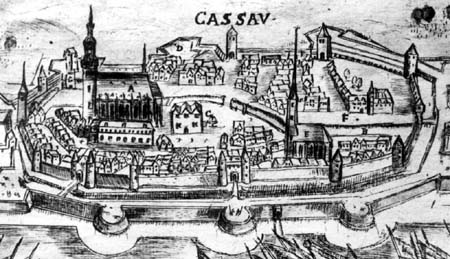
Na Vedute Košic z období kolem roku 1600 je již dobře viditelný nově vybudovaný pás bastionové opevnění, které udělalo z Košic pevnost v pravém slova smyslu

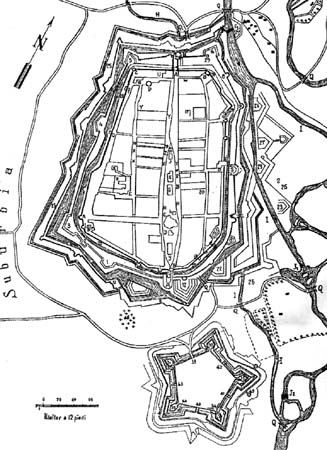
Pozoruhodnou kapitolou v dějinách vojenského plánování je Košická citadela

Navzdory dlouhotrvajícímu mírovému období vlády Matyáše Korvína bylo rozhodnuto opevnit Košice dalším pásem rondelového opevnění. Ten byl vzdálen od lucemburské hradby 50 metrů, byl menší (5 metrů) a obklopoval město v délce 2 335 metrů. Stavět se začalo v roce 1484 a práce se protáhly až do prvních let 16. století.

## Bastionový systém
V roce 1552 získal město Ferdinand I. Habsburský, který ustanovil Košice jako hlavní protitureckou pevnost ve východní části Královského Uherska-Horním Uhersku. Bylo rozhodnuto modernizovat košické opevnění, což zahrnovalo jeho komplexní přestavbu z rondelového systému na bastionové. Na pracích se podílela řada italských architektů a stavitelů. Pro zvýšení obranyschopnosti byly zazděny tři brány na východě a západě hradeb a ponechány pouze dvě hlavní Dolní a Horní brána. Celkem bylo vybudováno sedm bastionů. 
Na zvelebování bastionového opevnění se podílel i kníže Gabriel Betlen, který z Košic udělal v letech 1619–1629 sídelní město Sedmihradska. Nechal u Dolní brány dostavět strategický jižní bastion, který je známý jako Bethlenův bastion. 
V letech 1630–1670 se na opevnění nepracovalo. Práce na bastionovém opevnění města pokračovaly až po stabilizaci politické situace v Uhrách za císaře Leopolda I. Po roce 1670. V tomto období přibyl nový bastion, který vznikl přebudováním robustní Katovy bašty. 

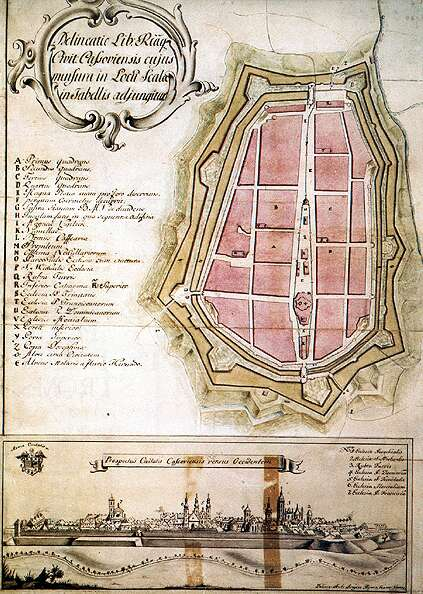
Plán pevnosti Košice v roce 1780

## Košická citadela
V souvislosti s opakujícími stavovskými povstáními bylo rozhodnuto vybudovat předsunutou vojenskou pevnost na jižním předbraní – pěticípou Košickou citadelu. Měla ochránit město v případě jeho přepadení nepřáteli a zároveň mimo ně soustředit vojenskou posádku a dělostřelectvo. Její výstavba začala po roce 1672 a již v roce 1676, ačkoli nedostavěná, byla obranyschopná. Za Tököliho povstání (1682–1685) byla zbourána její kurtina (stěna) obrácená k městu, čímž se stala nepoužitelnou. Vodní příkop, který měl obklopovat citadelu, zůstal nedokončen.

## Vrchol pevnosti za Františka II. Rákociho
V letech 1706–1710 v čase povstání Františka II. Rákociho probíhaly intenzivní práce na zdokonalení bastionového opevnění Košic podle projektů francouzského vojenského inženýra Le Maira. Vybudoval se nový vnější okruh opevnění a stihly se vybudovat čtyři raveliny, dva na jižní a dva na východní straně pevnostního pláště. Tím dosáhlo košické městské opevnění svého stavitelského vrcholu.

## Stagnace a úpadek
Po Satmárském míru byly Košice stále považovány za důležitou pevnost. Podle inženýrů francouzské pevnostní školy se budovaly glacisy na západní, jižní a východní straně se shromaždišti pro vojsko. V rámci nich se mezi raveliny plánovaly malé pevnůstky – reduty. Všechny práce však byly po polovině 18. století zastaveny a v následujících desetiletích se investovalo pouze do nejnutnější údržby. To souviselo s přesunem těžiště bojových operaci mimo oblast východní části monarchie. V 80. letech bylo opevnění již značně zanedbané, až v rozkladu.

## Zánik
V roce 1783 císař Josef II. zrušil statut Košic jako pevnosti. Již v roce 1784 byla probourána nová josefínská brána směrem k rozvíjejícímu se západnímu předměstí. Areály Katovy a Mlýnské bašty byly na počátku 19. století využity pro umístění prvních košických manufaktur. V roce 1827 byla zbořena Dolní brána. V 50. letech byly na místě bývalých glacisů naplánovány velkorysé okružní třídy. 

## Zbytky opevnění v současnosti
- Katova bašta – areál Východoslovenského muzea s expozicí kovolijectví
- Mlýnská bašta – vyhořelá 1991, opuštěná a nevyužitá
- Zbytky Dolní brány zpřístupněny v Archeologickém muzeu na Hlavní ulici
- Hradební zeď na Hradbové ulici
- Rondelová bašta na Čajakovského ulici
- Část hradeb v nádvořích a zdiv domů na těchto ulicích: Čajkovského, Hrnčířské, Podtatranského, Kováčské, Staré Baštové, Štefánikově, Zbrojničné, Baštové, Hradbové, Tajovského a Vrátné
- Základy Leopoldova bastiónu Košické citadely na Náměstí osvoboditelů (odkryté na jaře 2010)[1]

## Galerie

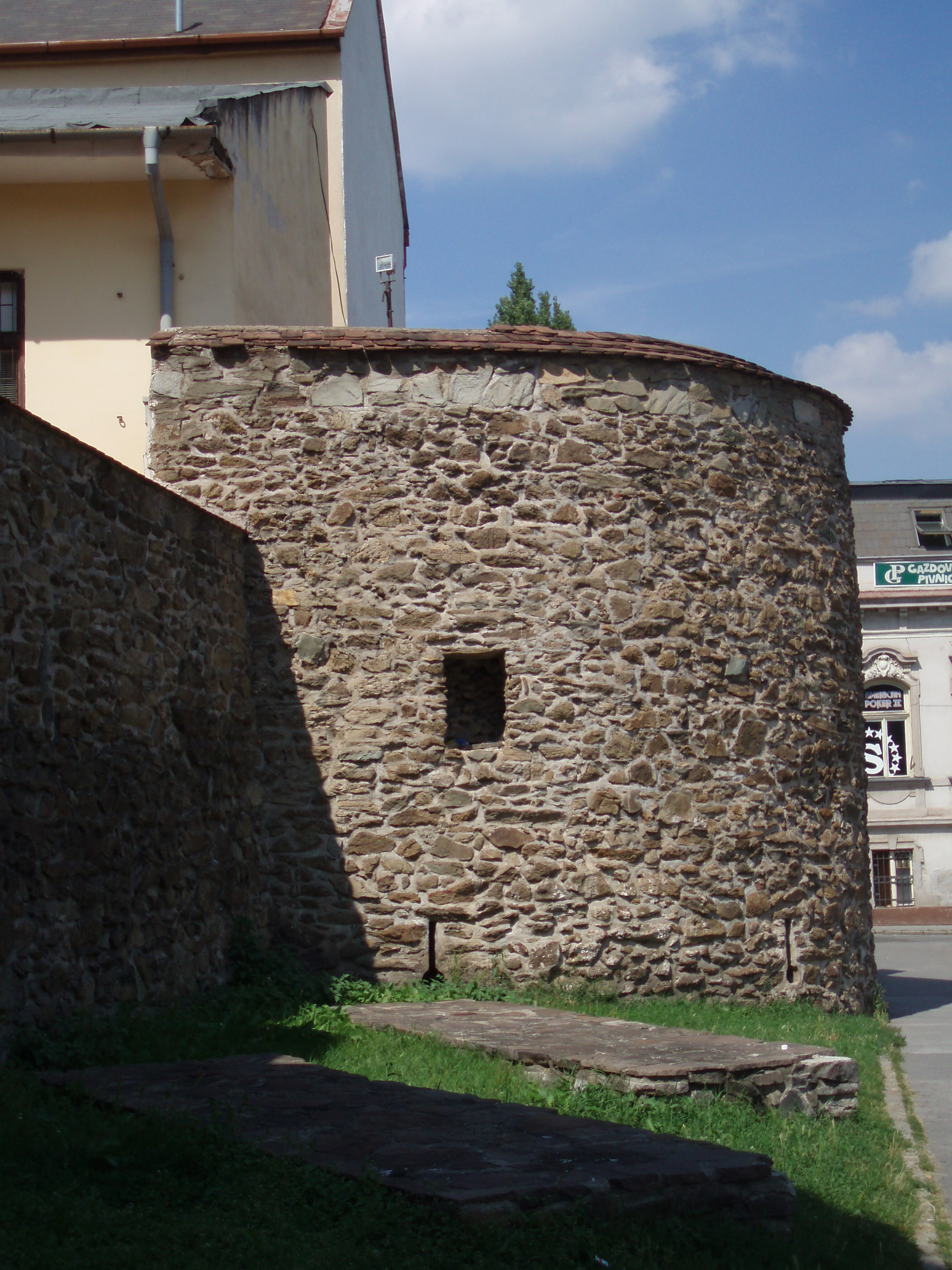
Korvínovská hradba s rondelem na Čajkovského ulici
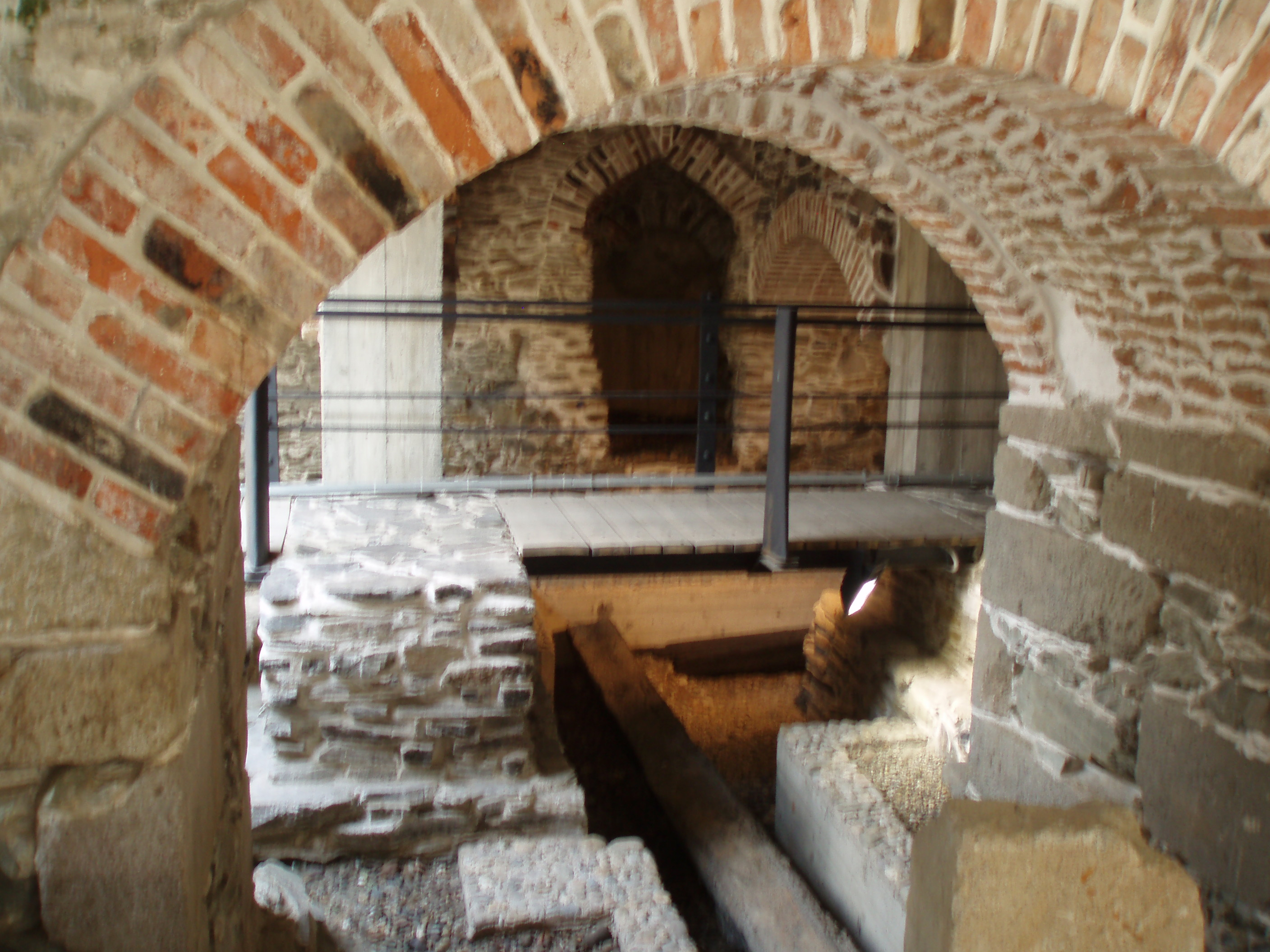
Komplex Dolní brány, Archeologické muzeum
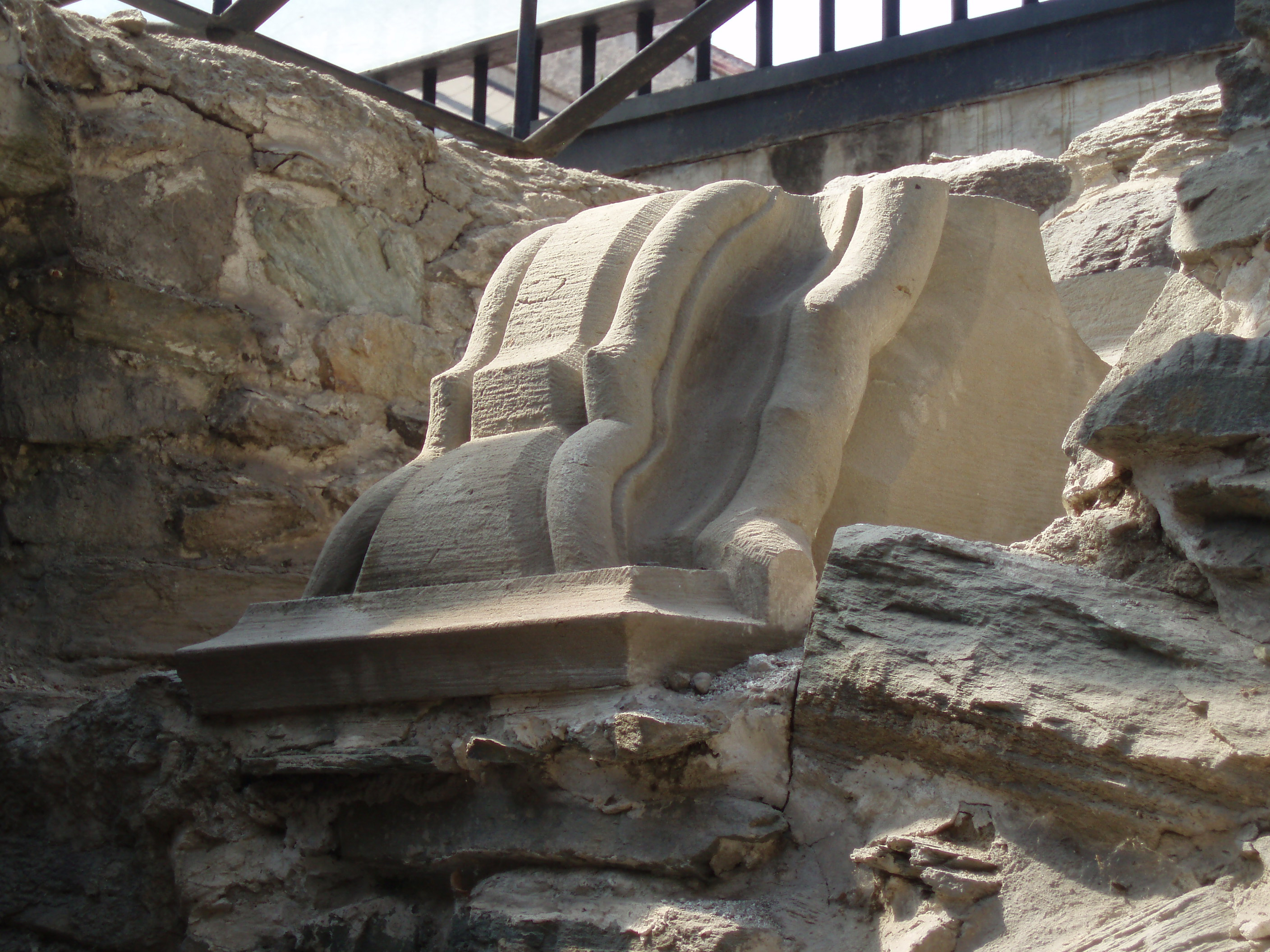
Patka lucembursé brány, Archeologické muzeum
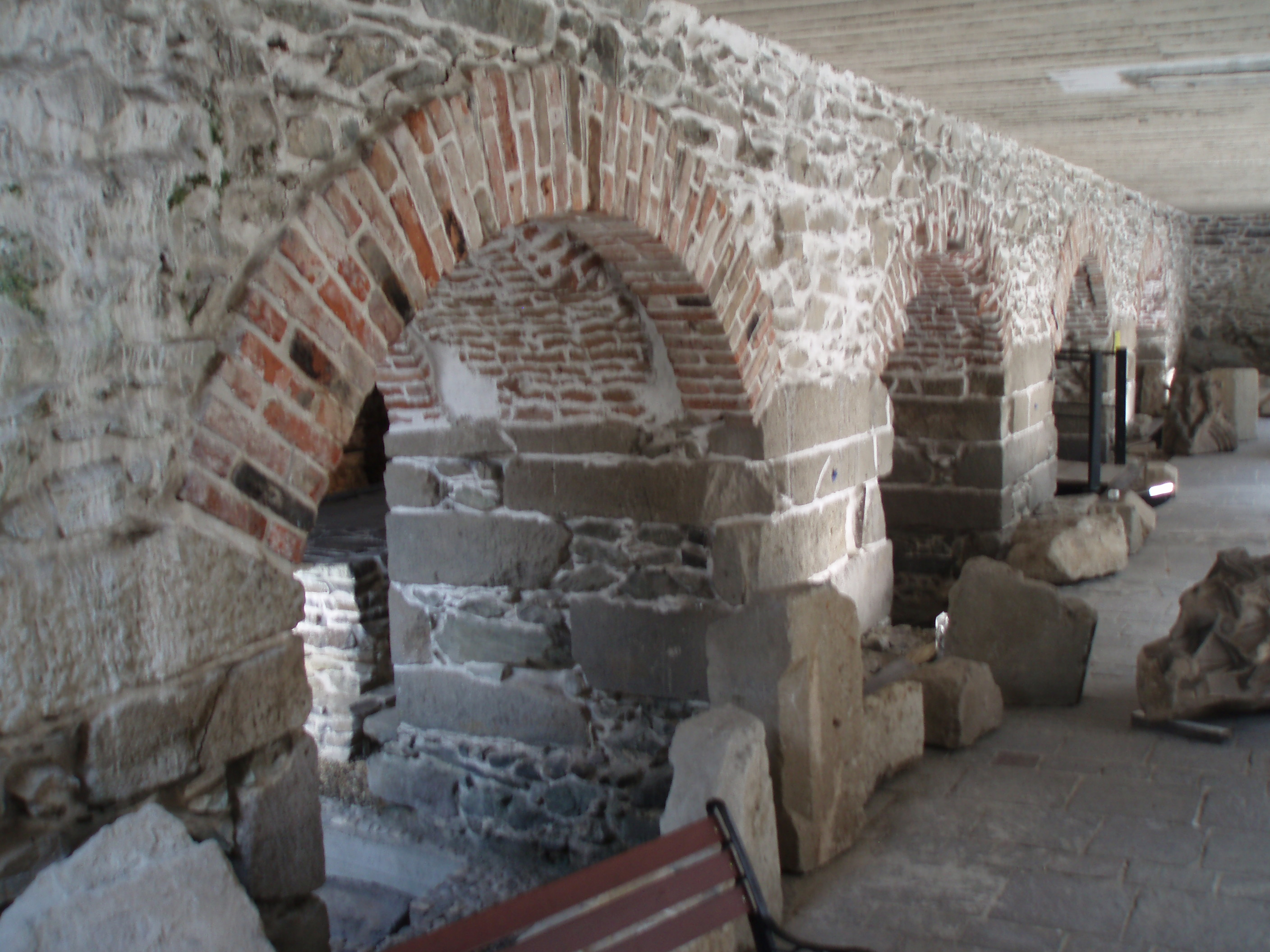
Kamenný most v předbraní z 15. – 16. století, Archeologické múzeum